# Andamanski kreolski hindi jezik
Andamanski kreolski hindi jezik (ISO 639-3: hca; andamanski kreolski hindski, andamanski hindski), jedini kreolski jezik temeljen na hindskom jeziku, kojim govori oko 20 500 ljudi (Singh 1994) na Andamanima i Nikobarima u Indiji. Govori se u Port Blairu i 40 sela južno od njega. Govornici ga koriste uglavnom kod kuće i međusobno, dok s pridošlicama kontaktiraju na hindskom [hin]; diglosija.
Ne postoji literatura na kreolskom andamanskm, nego je u upotrebi standardna hindska.

## Vanjske poveznice
- Ethnologue (14th)
- Ethnologue (15th)